# Gaetano Coronaro
Gaetano Coronaro (18 dicembre 1852 – 5 aprile 1908) è stato un direttore d'orchestra, pedagogo e compositore italiano.
Nacque a Vicenza e vi ebbe la sua prima formazione musicale, seguita da studi dal 1871 al 1873 al Conservatorio di Milano sotto Franco Faccio. Compose opere orchestrali, musica sacra e da camera, oltre a cinque opere. La Creola, che debuttò per la prima volta al Teatro Comunale di Bologna nel 1878, fu l'unica ad avere successo.
Coronaro si stabilì a Milano nel 1876, dove diresse alla Scala e insegnò al Conservatorio di Milano. Nel 1894 fu nominato professore di composizione. Tra i suoi allievi c'era il compositore Arrigo Pedrollo. Coronaro morì a Milano all'età di 55 anni. Anche i suoi fratelli, Antonio (1851-1933) e Gellio Coronaro (1863-1916) furono compositori d'opera. Antonio fu anche organista presso il Duomo di Vicenza dal 1885 fino alla sua morte.

## Opere

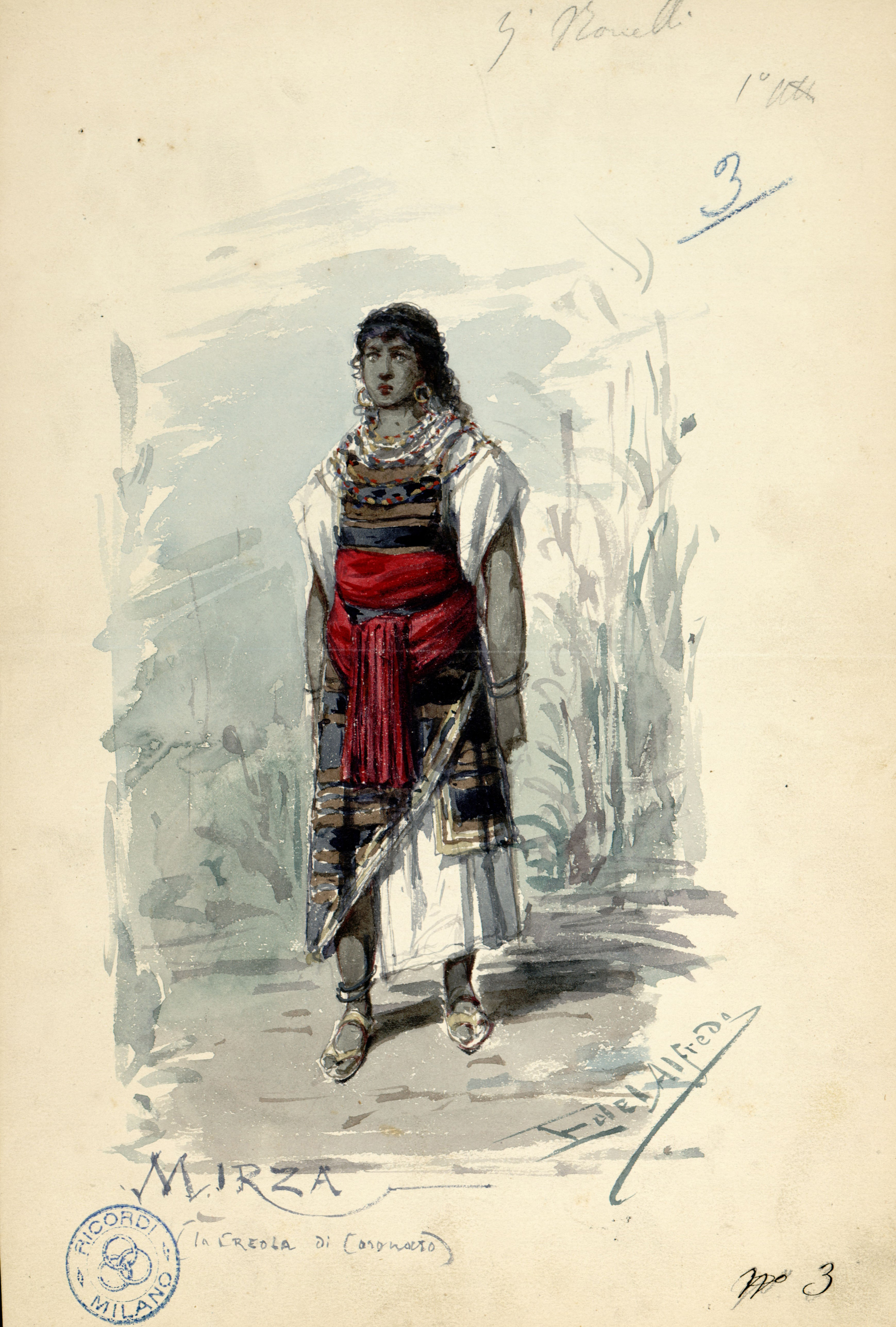
Mirza (soprano), figurino per La Creola atto 1 (1878). Archivio Storico Ricordi

- La Creola - opera seria in 3 atti, libretto di Eugenio e Maria Torelli-Vallier ( Teatro Comunale, Bologna, 27 novembre 1878) [3]
- II malacarne - dramma lirico in 3 atti, libretto di Stefano Interdonato (Teatro Grande, Brescia, 20 gennaio 1894) [3]
- Un curioso accidente - scena lirica in 1 atto, libretto di Virginia Tedeschi-Treves da Goldoni (Teatro Vittorio Emanuele, Torino, 11 novembre 1903) [3]
- Enoch Arden - libretto di Antonio Fogazzaro da Tennyson (composto 1905, non eseguito) [4]
- La signora di Challant - libretto di Giuseppe Giacosa dalla sua omonima opera teatrale (data di composizione sconosciuta, non eseguita) [4]